# VS騎士檸檬汽水&40炎
《VS騎士檸檬汽水&40炎》（日语：VS騎士ラムネ&40炎）是一套由1996年4月至1996年9月間，開始在日本播放的動畫。
本作風格與前作相比較為黑暗沉重；本作續作OVA「VS騎士檸檬汽水&40炎檸檬汽水&40 Fresh」則是融合沉重劇情以及情色裡番風格的限制級動畫。
※由於人物名稱翻譯差異，其動畫版本與漫畫版本有著相當程度的不同；另外「ラムネ」意譯為「彈珠汽水」，「檸檬汽水」為台灣中都卡通台翻譯，請注意。

## 故事概要
距今十多年前，這個世界曾經受到邪惡意念的人侵略，在危急存亡之時，一群正義之士的出現，為世界帶來應有和平。
十年後一個夜晚，在城市中的一個住家，有一名正為學校考試煩惱的少年「馬場」，為了舒解壓力，便趁父母不注意時，偷跑至聲樂場所娛樂，對此父母頭痛不已……時間飛快，夜深人靜的時刻到來，少年舒解壓力之後，返回住家的途中，遇到兩名穿著奇異服裝的女性，向著少年推銷遊戲。經不起內心的誘惑，少年毫不猶豫的買下它。然熟不知的是，買下它之後，將開啟一道，從過去到未來，一個令自己難以相信的旅程。

## 登場人物

### 命運的勇者
- 馬場彈珠汽水（馬場ラムネード）

配音：草尾毅（日本）、朱憶華（台灣）
相關譯名：馬場彈珠德（臺灣東販）拉姆拉斯。(港譯)
焰火皇帝的操作駕駛之一，上一代勇者馬場檸檬和阿拉拉王國三公主牛奶的兒子。
遺傳了父親正義與好色的個性，同時在課業學習方面也一樣的爛，在遊樂場被冰淇淋和可可強制推銷遊戲光碟並回家遊玩後，便被作為第3代勇者彈珠汽水招換到了哈拉哈拉世界。
漫畫版中與大邪神油膩膩的戰鬥是無法跳脫的無限輪迴，也因為一定會輸掉的定律，所以才有了第1代勇者彈珠汽水的出現。
- 蘋果酒（ダ・サイダー）

配音：矢尾一樹（日本）、李香生（台灣）
相關譯名：蘇打水（臺灣東販）沙爾達  (港譯)
焰火皇帝的操作駕駛之一，也是多年前與第2代勇者彈珠汽水一起拯救世界的英雄，好色與愛說冷笑話的個性依舊沒變。
在過去妖神頌五力被擊敗後便去環遊世界，直到這次哈拉哈拉世界再度發生危機時歸來，但因為妖姬西打龍還未召換成功便被破壞，所以只好跟著馬場彈珠汽水一起操作焰火皇帝。
漫畫版則是帶著在東洋購買的舊型機器人登場並被當場破壞，之後在組織義勇軍時才召換了妖姬西打龍。

### 命運的同伴

#### 命運的同志
- 水戶・納豆（ミト・ナット）

配音：森久保祥太郎（日本）
- 小助

配音：上田祐司（日本）
- 卡庫・連波（カク・レンポ）

配音：岡野浩介（日本）

#### 命運的女神化身
- 大鼓

配音：今井由香（日本）
- 大提琴（チェロ）

配音：高野直子（日本）
- 小號

配音：川上倫子（日本）
- 管风琴

初代命运的女神，把自己意识输入到大鼓， 大提琴及小号，为弹珠德提供指路明灯的重要人物。

### 前代勇者彈珠汽水與神聖三姊妹
- 赤風〈馬場彈珠/第2代勇者彈珠汽水〉（赤風；馬場ラムネ/2代目勇者ラムネス）

配音：草尾毅（日本）
馬場彈珠汽水父親，為第2代勇者彈珠汽水。個性好色無節操，也因此被鄰居指指點點。
- 桃風〈阿拉拉・牛奶/馬場・阿拉拉・牛奶〉（桃風；アララ・ミルク/馬場・アララ・ミルク）

配音：横山智佐（日本）
馬場彈珠汽水母親，阿拉拉王國的第三公主，神聖三姊妹的小妹。食量十分驚人。
- 阿拉拉・咖啡（アララ・カフェオレ）

配音：松井菜櫻子（日本）
阿拉拉王國的現任女王，神聖三姊妹的大姐。馬場彈珠汽水的姨母。
- 阿拉拉・可可亞（アララ・ココア）

配音：玉川紗己子
阿拉拉王國的第二公主，神聖三姊妹的二姐。馬場彈珠汽水的姨母。

### 顧問機器人
- PQ

配音：興梠里美（日本）、龍顯蕙（台灣）
相關譯名：PQ（臺灣東販）
- 蛇魚子（ヘビメタコ）

配音：TARAKO（日本）、李明幸（台灣）
相關譯名：酷頭蛇（臺灣東販）

### 哈拉哈拉世界使者
- 冰淇淋（パフェ）

配音：宮村優子（日本）、李明幸（台灣）
相關譯名：百匯（臺灣東販）
神圣三姐妹之后人，深爱弹珠德，容易吃醋，使用神圣光芒方面没有可可那么纯熟
- 可可

配音：冰上恭子（日本）、龍顯蕙（台灣）
相關譯名：可可（臺灣東販）
神圣三姐妹之后人，脖子挂着紫色的小水晶，用作探路，体力容易不支，善于使用神圣光芒解决弹珠德危机。

## 敵對人物
- 大神官（ドン・ジェノサイ）

配音：鹽屋浩三（日本）、李香生（台灣）
原是阿拉拉王国神官，被邪恶柠檬汽水控制，直到失去利用价值时候被他捅了一剑才恢复原状。
- 自戀狂花公子（ナルシスト・ダンディ）

相關譯名：自戀花公子（臺灣東販）
配音：松本保典（日本）、胡大衛（台灣）
被邪恶柠檬汽水控制，后被可可祈祷的神圣光芒恢复原状。
- 賀爾蒙紅唇（フェロモン・リップ）

相關譯名：紅唇大波霸（臺灣東販）
配音：根谷美智子（日本）、李明幸（台灣）
被邪恶柠檬汽水控制，后被可可祈祷的神圣光芒恢复原状。
- BQ

配音：矢島晶子（日本）
- 邪惡檸檬汽水（ブラックラムネス）

配音：結城比呂（日本）、李明幸（台灣）
外表是第一代勇者柠檬汽水，实际是第一代柠檬汽水封印油腻腻在自己身体却反被其控制。最终在可可及百汇的神圣光芒及弹珠德攻势下被击倒，露出油腻腻的本体。
- 油腻腻

长着八只翅膀的漆黑物体，原实力压倒性强于主角一方，但在命运的同志们及命运的女神们牺牲、百汇和可可的神圣光芒辅助下被弹珠德消灭。

## 知道命運起源的人們
- 第一代檸檬汽水（初代勇者ラムネス）

配音：草尾毅（日本）
- 第一代蘋果酒（初代勇者サイダー）

配音：矢尾一樹（日本）
- 風琴・交響樂（オルガン・シンフォニー）

配音：今井由香（日本）
- 波爾特・納豆（ボルト・ナット）

配音：森久保祥太郎（日本）

## 登場機體
※中都譯名／東販臺版漫畫譯名 / 香港譯名

### 神霊騎士
- 焰火皇帝／凱薩之火/ 加西火神（カイゼルファイヤー）

- 勾爪雷暴／格拉夫雷  / 古拉夫山打（グラフサンダー）

- 水靈男爵／華特巴隆 / 水巴隆（ウォーターバロン）

## 各話標題
| 集序 | 日本首播時間 | 臺灣首播時間 | 香港首播時間 | 日文原文標題 | 中都中文標題               | 亞視中文標題 |
| ---- | ------------ | ------------ | ------------ | ------------ | -------------------------- | ------------ |
| 1    | 1996.03.03   | 1998.09.08   | 1997.06.17   |              | 勇者再度現身！             |              |
| 2    | 1996.03.10   | 1998.09.09   |              |              | 傳說中的勇者出現了！       |              |
| 3    | 1996.03.17   | 1998.09.10   |              |              | 勇者的條件！               |              |
| 4    | 1996.03.24   | 1998.09.11   |              |              | 幻惑之門                   |              |
| 5    | 1996.05.01   | 1998.09.15   |              |              | 危險的勇者鍋               |              |
| 6    | 1996.05.08   | 1998.09.16   |              |              | 飢餓的王子殿下             |              |
| 7    | 1996.05.15   | 1998.09.17   |              |              | 神靈騎士的激烈衝突！？     |              |
| 8    | 1996.05.22   | 1998.09.18   |              |              | 冰的傳說                   |              |
| 9    | 1996.05.29   | 1998.09.21   |              |              | 超越時空的戀愛！           |              |
| 10   | 1996.06.05   | 1998.09.22   |              |              | 愛的回憶                   |              |
| 11   | 1996.06.12   | 1998.09.23   |              |              | 困惑的勇者                 |              |
| 12   | 1996.06.19   | 1998.09.24   |              |              | 決戰、次元城！             |              |
| 13   | 1996.06.26   | 1998.09.25   |              |              | 敵人的名字叫邪惡檸檬汽水！ |              |
| 14   | 1996.07.03   | 1998.09.28   |              |              | 勇闖VS魔域！               |              |
| 15   | 1996.07.10   | 1998.09.29   |              |              | 石頭恐慌                   |              |
| 16   | 1996.07.17   | 1998.09.30   |              |              | 荒唐的惡夢                 |              |
| 17   | 1996.07.24   | 1998.10.01   |              |              | 對決、勇士骰子！？         |              |
| 18   | 1996.07.31   | 1998.10.02   |              |              | 猜猜看，我是誰！？         |              |
| 19   | 1996.08.07   | 1998.10.05   |              |              | 偉大的勇者是三歲小孩！？   |              |
| 20   | 1996.08.14   | 1998.10.06   |              |              | 可可的眼淚                 |              |
| 21   | 1996.08.21   | 1998.10.07   |              |              | 冰淇淋的擔心               |              |
| 22   | 1996.08.28   | 1998.10.08   |              |              | 虛幻的少女                 |              |
| 23   | 1996.09.04   | 1998.10.09   |              |              | 遙遠的誓言                 |              |
| 24   | 1996.09.11   | 1998.10.12   |              |              | 花公子特攻隊！             |              |
| 25   | 1996.09.18   | 1998.10.13   |              |              | 愛與悲傷的友情             |              |
| 26   | 1996.09.23   | 1998.10.14   |              |              | 傳說的終焉                 |              |

## 主題曲
片頭曲
- 「未来形アイドル」
- 作詞：原山佳奈子
- 作曲：名古屋司
- 編曲：かつと&ぺーすと
- 主唱：冰上恭子、宮村優子

片尾曲
- 「勇気の引力」
- 作詞：松浦有希
- 作曲：松浦有希、吉田潔
- 編曲：松浦有希、吉田潔
- 主唱：Liaison

## 製作人員
- 企劃：佐藤 俊彦
- 總監督：ねぎし ひろし
- 原案／系列構成：あかほり さとる
- 文藝設定：荒川 雅信
- 腳本協力：ぶらざあのっぽ
- 理事主任：藤本 義孝
- 人物設定：ことぶき つかさ
- アニメーションキャラクターデザイン：黒田 和也
- 動畫人物設定：岸本 誠司
- 主機械設定：佐山 善則
- 機械設定：小川 浩
- 動畫機械設定：伊藤 浩二
- 色彩設計：中野 倫明
- 美術監督：小山 俊久
- 攝影監督：杉浦 充
- 編輯：田熊 純
- 音響監督：田中 英行
- 音樂：光宗信吉、オダワラアキラ、西沢 明
- 音樂演出：尾関 祐司
- 音樂協力：東京電視台音樂
- 製作擔當：山東 学
- 設定製作：畠山 茂樹
- 演出：小林 教子（東京電視台）、山崎 立士（ASATSU）、酒井 あきよし（葦製作）
- 製作：東京電視台、ASATSU、葦製作
- 漫畫協力：吉崎 觀音

## 關連作品

### 漫畫版：VS騎士LAMUNE&40炎
- VS騎士LAMUNE&40炎

漫畫版由吉崎觀音執筆，角川書店發行，臺灣東販代理臺灣中文版，全五集，已絕版。

### OVA作品：VS騎士檸檬汽水&40 Fresh

#### 登場人物
- パフェ
- カカオ
- PQ
- ラムファード・オリシス
- 檸檬

配音：矢島晶子（日本）
真名為馬場檸檬水。馬場彈珠汽水的後代，也是真正的第4代勇者。
- エレクトーン
- ドン・ウォッカー
- ドラム

#### 登場機體
- A-26SX
- 伝説の騎士
- ビッグゲノシップ

#### 各話標題
| 集數 | 日文原文標題     | 中文翻譯標題 | 日本首播時間   |
| ---- | ---------------- | ------------ | -------------- |
| 01   | Go on a Trip!    | 出發!        | 1997年5月21日  |
| 02   | Past and Present | 今昔非比     | 1997年6月21日  |
| 03   | Broken Heart     | 心碎         | 1997年7月24日  |
| 04   | True Destination | 真正的目的   | 1997年8月21日  |
| 05   | the Other World  | 異世界       | 1997年10月22日 |
| 06   | Endless Legend   | 不老的神話   | 1997年11月21日 |

#### 主題曲
片頭曲
- 「ミラクル・ボディに御用心!」
- 作詞：原山佳奈子
- 作曲：名古屋司
- 編曲：名古屋司
- 主唱：川菜翠、貝田由里子

片尾曲
1.「鮮度が決め手!」
- 作詞：中沢ふみえ
- 作曲：名古屋司
- 編曲：名古屋司
- 主唱：川菜翠、貝田由里子

2.「星降る夜のモノローグ!」
- 作詞：原山佳奈子
- 作曲：西沢明
- 編曲：西沢明
- 主唱：川菜翠

## 周邊產品
- アニメ
  - VHS 「VS騎士ラムネ&40炎」 全7巻（キングレコード）
- 書籍
  - フィルムブック 「VS騎士ラムネ&40炎 フィルムブック」 全5巻（ニュータイプフィルムブック（角川書店））
巻末には吉崎観音による数ページの漫画「MEDIA REMIX! MC(MINES COMIC)」が掲載。
  - コミック 「VS騎士ラムネ&40炎」 全5巻（漫画：吉崎観音、原案構成：あかほりさとる／角川コミックス・エース（角川書店））
  - TRPG 「VS騎士ラムネ&40炎RPG 友情の証」（著：池原圭／コンプコレクションスペシャル（角川書店）／發售：1996年12月31日）
  - 小説 「VS騎士ラムネ&40炎 1」（文：あかほりさとる、画：ことぶきつかさ／ニュータイプノベルス（角川書店）／發售：1996年7月20日）
1巻のみで未完。
  - アニメムック 「白夜ムック19 VS騎士ラムネ&40炎 熱血勇者の書」（白夜ムック（白夜書房）／發售：1996年9月26日）
  - カセットブック 「Aカセットコレクション55 VS騎士ラムネ&40炎 トキメキトライアル 熱血先生のハートを狙え!!」（アニメイトカセットコレクション（ムービック）／發售：1996年11月1日）
カセットテープだが書籍流通。内容は声優陣によるカセットドラマ。
- シングルCD
  - 「未来形アイドル」（キングレコード／發售：1996年5月22日）
  - 「勇気の引力」（キングレコード／發售：1996年5月22日）
  - 「未来形アイドル／勇気の引力」（キングレコード／發售：1996年5月22日）
- CDアルバム
BGMやヴォーカル曲のほか、CDドラマを収録。
  - 「超天然♥未来形アルバム」（キングレコード／發售：1996年7月24日）
  - 「超天然♥未来形アルバム2」（キングレコード／發售：1996年9月21日）
  - 「超天然♥未来形アルバム3」（キングレコード／發售：1996年12月5日）

## 外部連結
- 彈珠汽水工房 （页面存档备份，存于）（繁體中文）